# Maschere di celluloide
Maschere di celluloide (Show People) è un film del 1928 diretto da King Vidor. Veicolo per i protagonisti Marion Davies e William Haines, il film è uno sguardo spensierato alla Hollywood della fine del cinema muto (fu distribuito l'anno dopo de Il cantante di jazz) e include numerosi camei di personalità del cinema nel ruolo di sé stessi, come Charlie Chaplin, Douglas Fairbanks, William S. Hart, John Gilbert, Elinor Glyn e gli stessi Vidor e Davies.
Il film fu proiettato in anteprima a New York l'11 novembre 1928 e distribuito negli Stati Uniti dalla Metro-Goldwyn-Mayer il 20 novembre con una colonna sonora Movietone completa di partitura musicale sincronizzata ed effetti sonori. Il film fu rieditato nel 1982 con una nuova partitura orchestrale di Carl Davis. Nel 2003 fu scelto per la conservazione nel National Film Registry della Biblioteca del Congresso in quanto "culturalmente, storicamente o esteticamente significativo", mentre il 14 giugno 2012 è stato distribuito per la prima volta in DVD nella collana on demand Warner Archive Collection, con la colonna sonora originale.

## Trama
Peggy Pepper, carina e tonta aspirante attrice, si reca piena di grandi speranze nella "Mecca del Cinema" cercando di affermarsi come attrice drammatica. Ma il suo stile è così goffo ed enfatico che sfonda come attrice comica. Comincia a darsi delle arie, snobbando il suo partner degli inizi che l'ha aiutata nella sua carriera. Alla fine, la ragazza torna con i piedi per terra e torna dal paziente Billy.

## Distribuzione

### Data di uscita
Le date di uscita internazionali sono state:
- 20 novembre 1928 negli Stati Uniti
- 1929 in Austria (Es tut sich was beim Film)
- 2 agosto in Francia (Mirages)
- 16 settembre in Finlandia (Ilveilijöitä)
- 20 settembre in Irlanda
- 6 dicembre nei Paesi Bassi (Heel Hollywood op stelten)
- 1930 in Germania (Es tut sich was in Hollywood)
- 14 aprile in Italia
- 12 febbraio 1931 in Portogallo (Miragens)

## Accoglienza

### Critica
M. Hall, New York Times, 12 novembre 1928:
   «Una pesante satira della vita di Hollywood diretta da King Vidor. Ma non è il solo responsabile della gaiezza di questo film, giacché Marion Davies ne condivide il merito grazie alla sua recitazione insolitamente abile. Vidor, che più di una volta si è dimostrato un mago nel dirigere gli attori, ha ottenuto qui un risultato in apparenza impossibile, cavando da William Haines un'interpretazione contenuta».
La rivista cinematografica, a. XI, n.9, 15 maggio 1930:
   «Una volta tanto ci è concesso di penetrare nei misteri degli studios della capitale dell'arte muta. Questo originale lavoro infatti ci porta negli ambienti artistici di Hollywood e ha per protagonisti alcuni attori alle prese con tutte le difficoltà che la carriera presenta prima di conquistare fama e ricchezza. Interpretazione di una spontaneità quale maggiore non si potrebbe desiderare: è evidente, infatti, che in essa gli attori hanno portato molto per non dire tutto di sé stessi. Il film ci presenta inoltre graziose scenette quali quelle dei divi seduti pacificamente a mensa: Douglas, Charlot e altri, soddisfatti di essere colti una volta tanto dall'obbiettivo per così dire allo scoperto. Morbida e nitida la fotografia».